# Spetsaloe
Spetsaloe, Aloe camperi är en grästrädsväxtart som beskrevs av Georg August Schweinfurth. Spetsaloe ingår i släktet Aloe och familjen grästrädsväxter. Inga underarter finns listade i Catalogue of Life.

## Bildgalleri

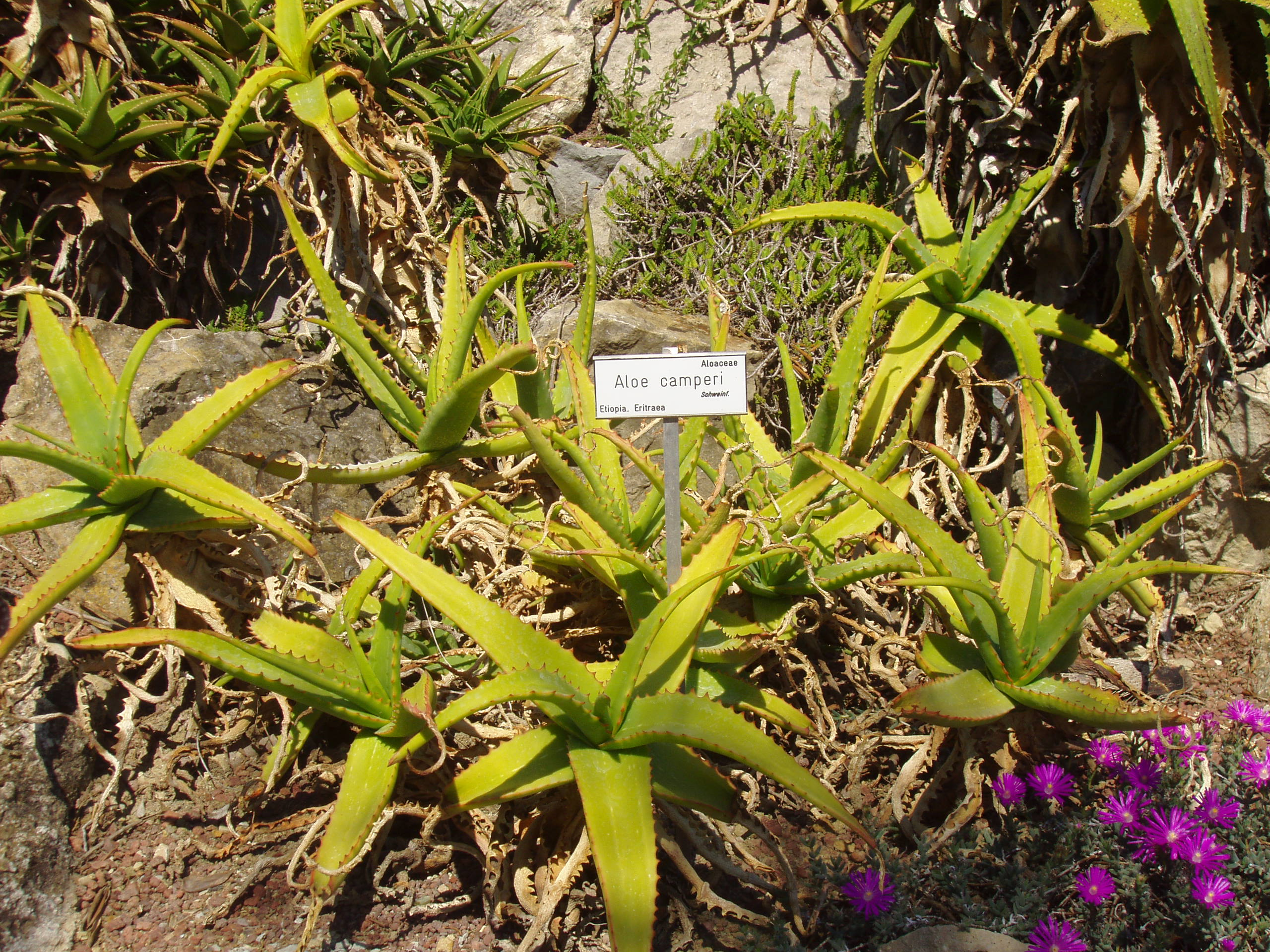
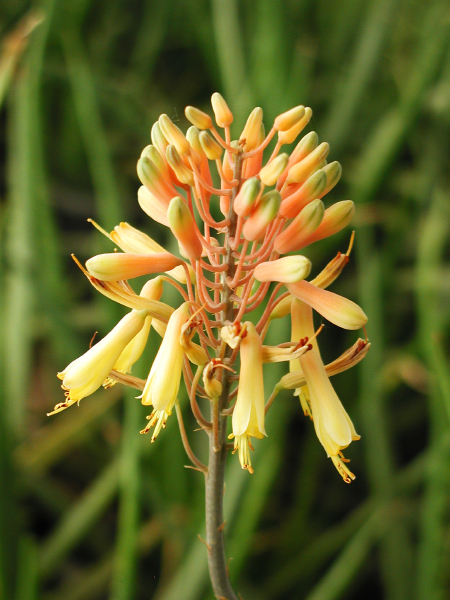
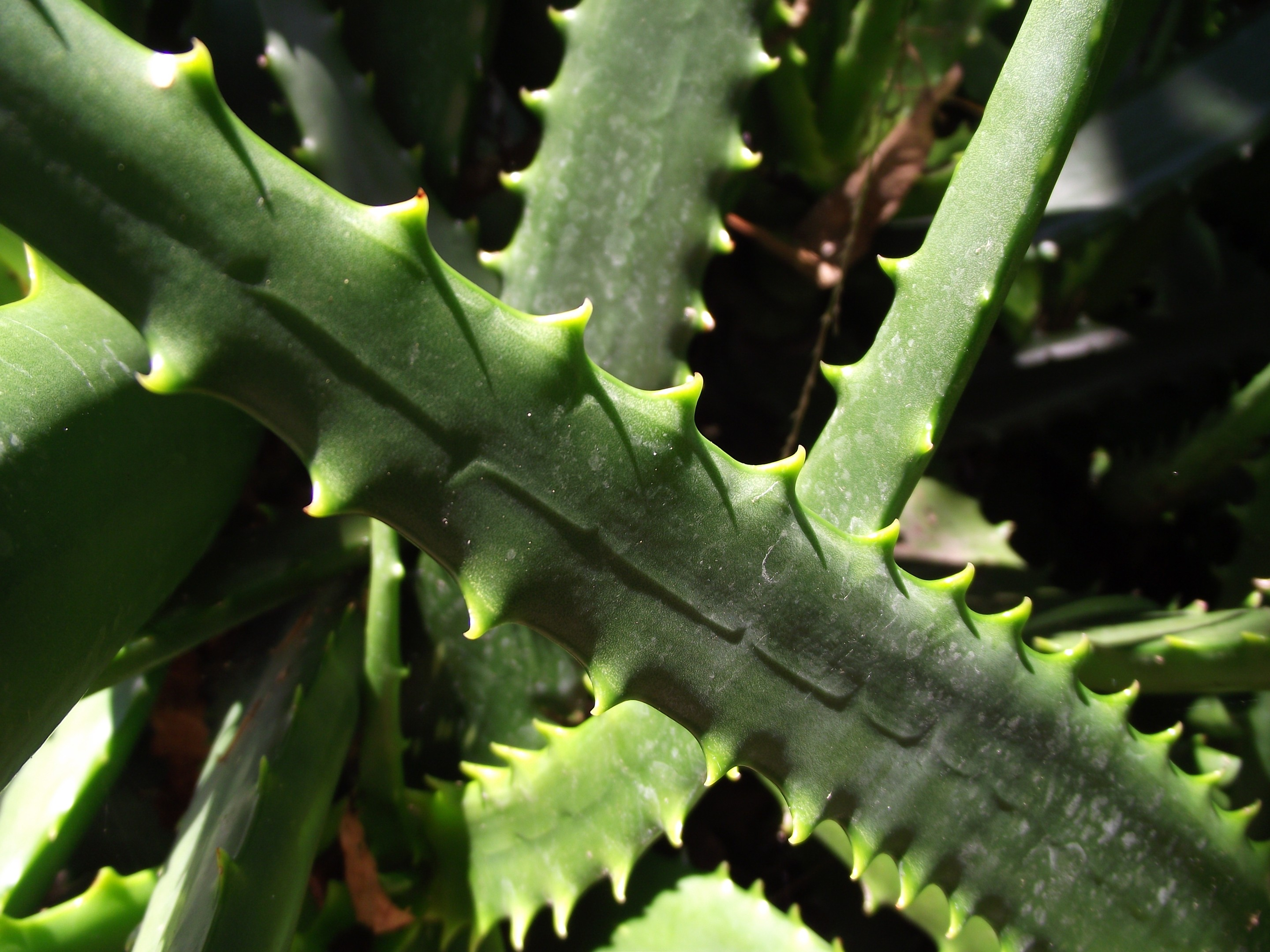
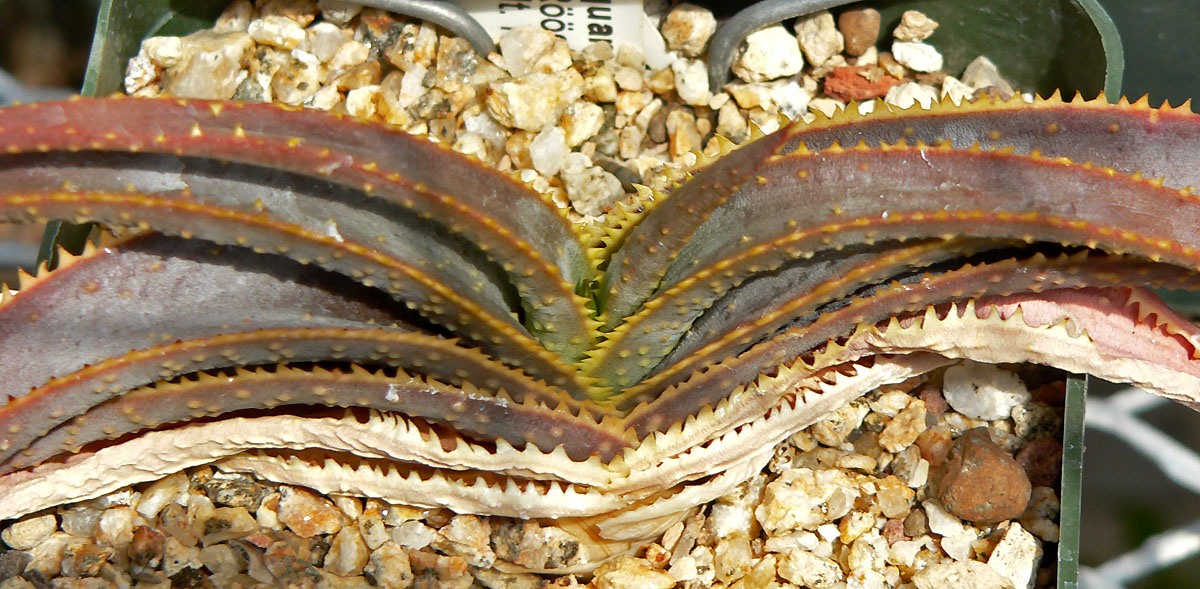
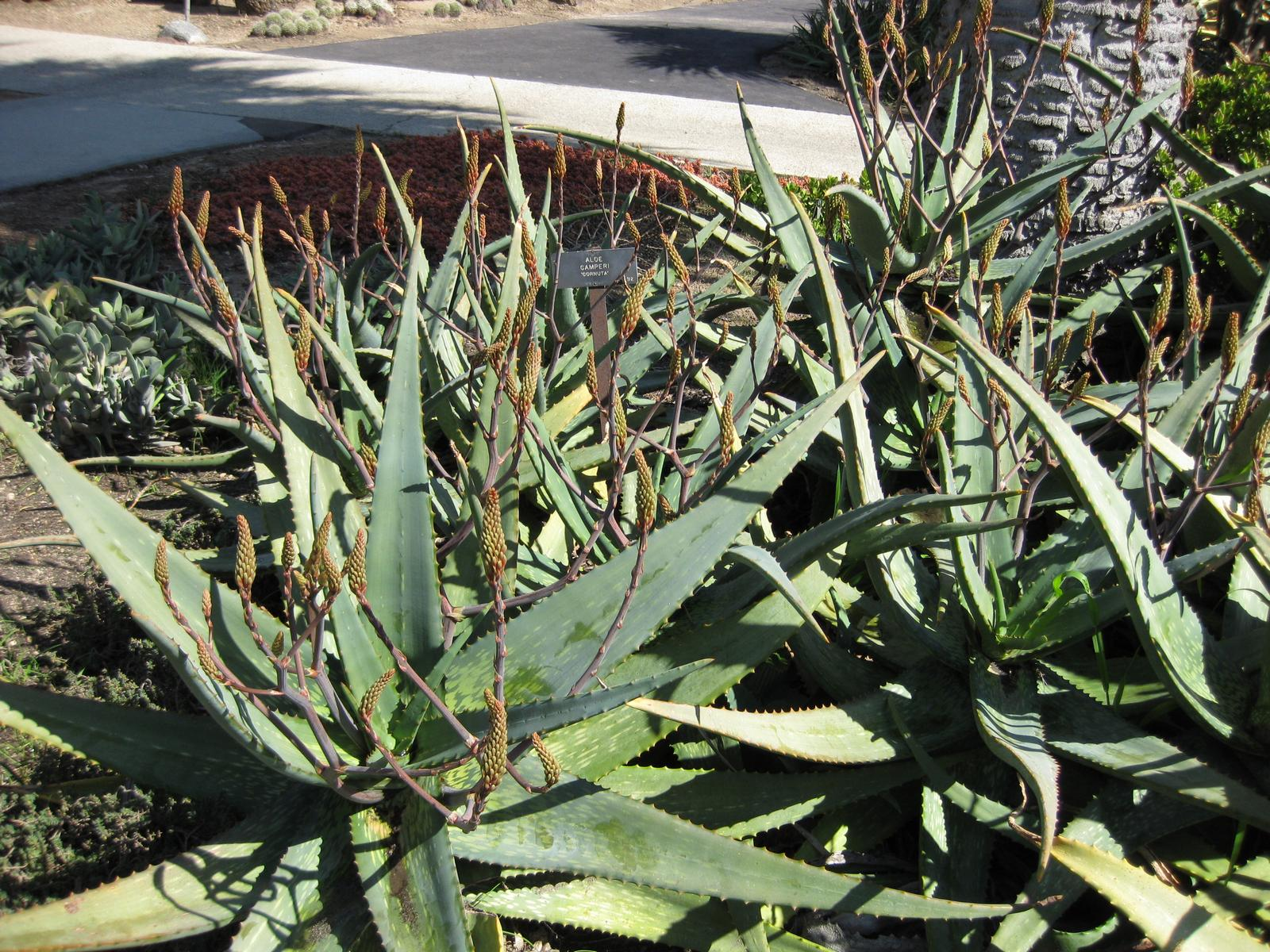
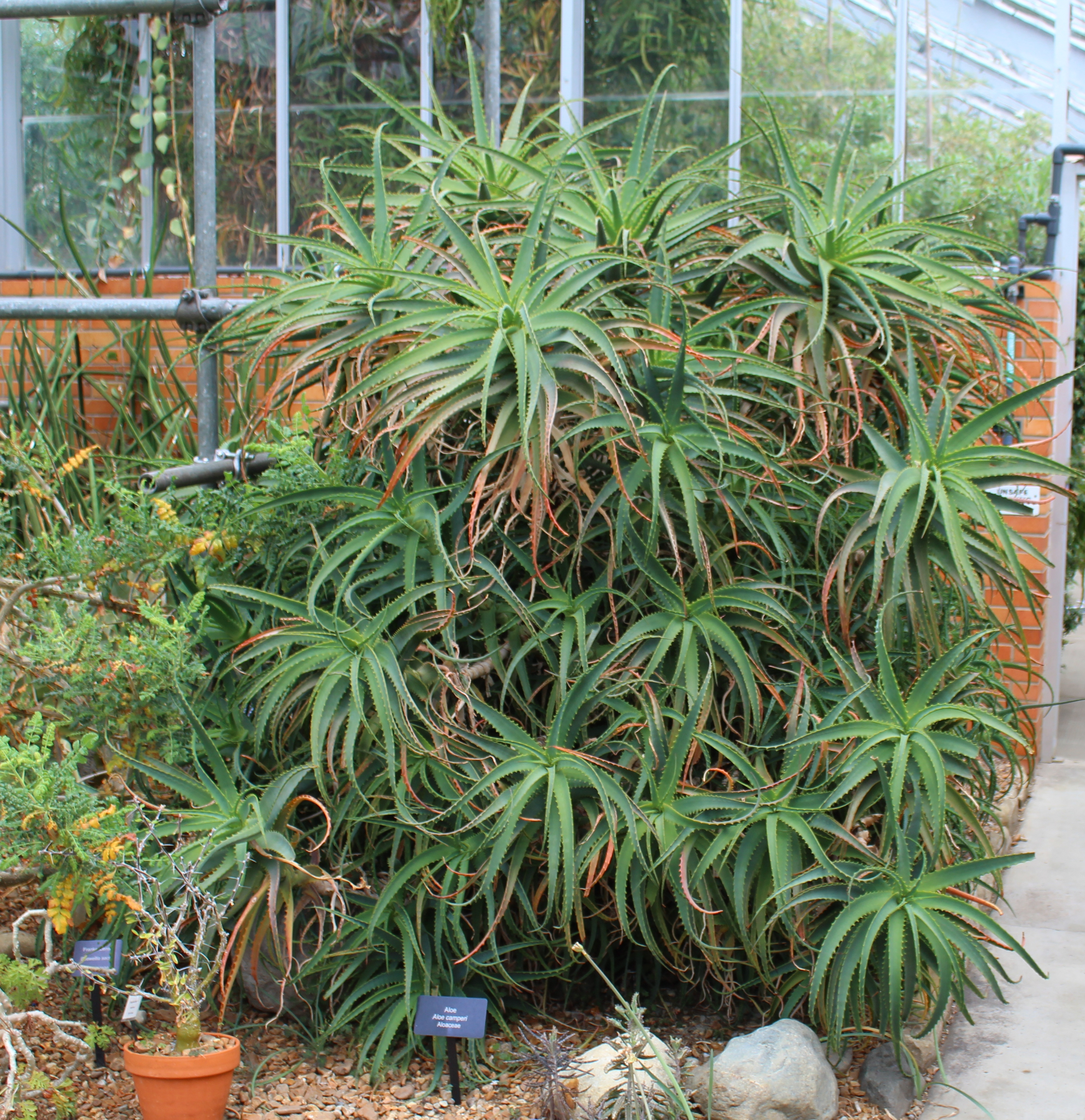